# Комсомольская площадь (Челябинск)
Комсомо́льская пло́щадь — городская площадь, расположенная в Тракторозаводском районе города Челябинска, ограничена проспектом Ленина и улицей Рождественского.

## История
В 30-х годах XX века в районе будущей Комсомольской площади была открыта городская школа № 48. Перед учебным заведением был пустырь, где проходили школьные занятия по физической подготовке. В 1942 году с этого места добровольцы 97-й танковой бригады, сформированной при школе, отправились на фронта Великой Отечественной войны. 8 мая 1965 года, в ознаменование победы в войне, на данном пустыре близ школы, был сооружен комплекс «Памятник героям тыла в Великой Отечественной войне». 11 августа 1967 года, по решению Челябинского городского исполкома, площадь получила своё имя — Комсомольская. Комсомольская площадь в настоящее время является центральной площадью Тракторозаводского района города.

## Достопримечательности
- На Комсомольской площади установлен на пьедестале советский тяжёлый танк ИС-3, изготовленный на Челябинском тракторном заводе и символизирующий победу советского народа в Великой Отечественной войне. Монумент сооружен по проекту челябинского архитектора Е. В. Александрова. Памятник является объектом культурного наследия регионального значения[4].
- В непосредственной близости от площади находится детский парк имени Валентины Терешковой[5].
- На Комсомольской площади находился барельеф, посвящённый уральцам, героям тыла. В настоящее время барельеф утрачен, на его месте построен многоэтажный жилой дом.

## Роль в инфраструктуре города
- Комсомольская площадь представляет собой крупную дорожно-транспортную развязку: общественный транспорт и маршрутные такси позволяют связать Комсомольскую площадь со всеми районами Челябинска. Остановки общественного транспорта расположены вблизи к площади и имеют её имя[6].
- Вблизи от площади располагается автодорога Меридиан.
- Станция метро «Комсомольская площадь» является наиболее готовой к сдаче строящегося Челябинского метрополитена[7][8].

## Интересные факты
- От Комсомольской площади начинаются демонстрации и шествия, посвящённые победе в Великой Отечественной войне. В 2015 году на площади началась общественная акция «Бессмертный полк»[9][10].